# Ejército de Hannover
El Ejército de hannover fue el ejército del electorado (en alemán: Kurhannoversche Armee) y el posterior reino de Hannover (en alemán: Königlich Hannöversche Armee). Los orígenes del ejército generalmente se establecen en el año 1617 para los principados Grubenhagen y Calenberg. Pero fue sólo durante la guerra de los treinta años cuando se desarrolló el ejército permanente. Especialmente como parte del ejército imperial, las tropas electorales Hanoverianas lucharon en diferentes guerras, como la Gran Guerra Turca de 1685-1699 y las guerras de sucesión española, polaca y austríaca. El ejército en 1803 después de las derrotas en las guerras de la coalición contra la Francia napoleónica se disolvió. Una gran parte de los oficiales, pero también de soldados, se fueron a Gran Bretaña para seguir luchando en la Legión Alemana del Rey en contra de Napoleón. El ejército de Hannover se reorganizó dentro el nuevo reino, pero no fue comparable a los ejércitos de los estados alemanes más grandes y la mala decisión del último rey de involucrarse en la guerra austro-prusiana de 1866, llevarían a la derrota del ejército y la caída definitiva del reino. 

## Historia

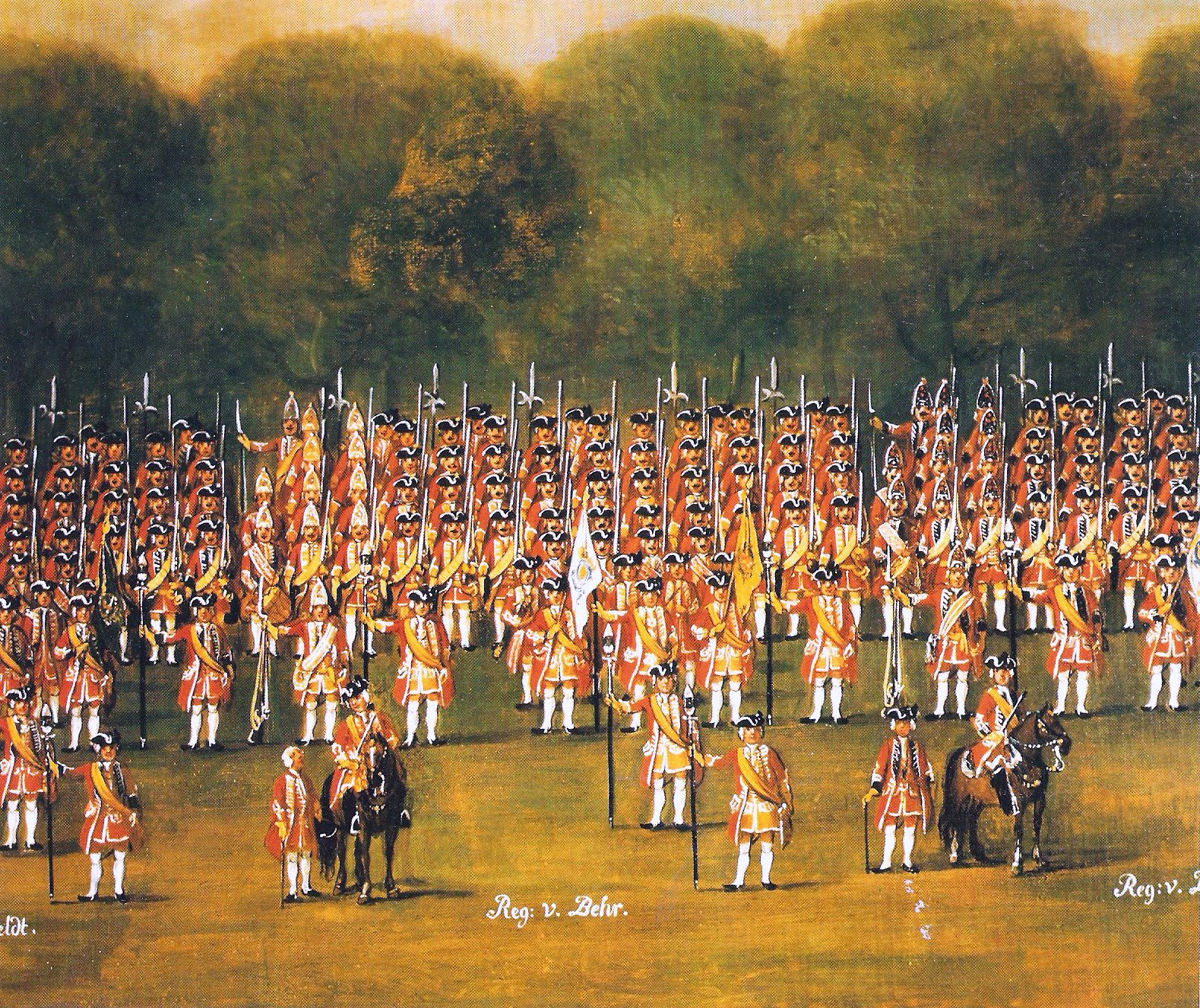
Regimiento de Infantería von Behr 1735.

Dentro del Sacro Imperio Romano Germánico, Hannover tenía la obligación de aportar contingentes a las fuerzas del emperador en varias guerras del siglo XVII y XVIII. Con una red cada vez más densa de regulaciones, el servicio militar fue regulado desde la segunda mitad del siglo XVII. Inmediatamente después de asumir el cargo de elector Ernesto Augusto en 1679, se dedicó a fortalecer el ejército. Al asumir el cargo, su tropa se componía de 3500 hombres, en 1684 los efectivos del ejército eran 14.450 hombres. Un ejército tan grande no podría mantenerse con las finanzas del Principado. Por lo tanto, el Elector dependía de la concesión de sus tropas a otros estados beligerantes y de los pagos de subsidios. 5500 soldados hannoverianos lucharon contra el ejército otomano en la Gran Guerra turca de 1685 a 1689 en el lado de la República de Venecia en Grecia. El ejército también fue utilizado para el trueque político. Por ejemplo Ernesto Augusto arrendó más tropas al emperador Habsburgo en la guerra contra los otomanos en reconocimiento de la dignidad del elector. 
En 1690 los soldados Hanoverianos recibieron uniformes estandarizados. El equipo también fue reglamentado y se estandarizaron el pago, el alojamiento y las comidas.
Debido a la paz de Rijswijk en 1697, las fuerzas del ejército tuvieron que reducirse a 7000 hombres. Hacia 1705, el ejército contó con casi 13.000 soldados. En 1705 las tropas electorales se extendieron a los regimientos del Principado de Lüneburg-Celle. Como resultado, el ejército creció a una fuerza de 22.000 hombres y se convirtió en uno de los más grandes en el Sacro Imperio Romano. Después de la guerra de sucesión española y una breve misión en la Gran Guerra del Norte en el asedio de Wismar y la ejecución imperial bélica contra el Ducado de Mecklemburgo 1717-1718, seguido de un largo período de paz en  el Electorado de hannover, este tuvo que centrarse solo en la defensa del territorio del electorado. A través de las conexiones dinásticas con Inglaterra, los fondos fluyeron de Inglaterra al Electorado, para que el ejército pudiera mantenerse a largo plazo. 
Debido a los lazos estrechos con el ejército británico, por la unión dinástica de rey y elector, las tropas de Hanoverianas a menudo lucharon junto a tropas británicas. En la guerra de los Siete Años (1756-1763) existió una alianza junto a las tropas Hanoverianas y Británicas con Braunschweig-Wolfenbüttel, Hesse-Kassel y las tropas prusianas. En el periodo previo a la Guerra Revolucionaria Americana en 1775, las tropas del electorado reemplazaron a las tropas británicas retiradas en el extranjero en Menorca y Gibraltar. Las tropas de Hannoverianas en Gibraltar defendieron las posiciones con éxito contra ataques españoles. Tropas hannoverianas participaron en la guerra contra Francia en las Indias Orientales, en 1782-1792. También bajo pago británico las tropas electorales participaron en la Primera Guerra de Coalición (1792-1797) contra la Francia revolucionaria (1793-1795). El ejército del electorado se disolvió en 1803, pero una gran parte de los oficiales y soldados fueron a Gran Bretaña y se organizaron allí como la Legión Alemana del Rey. Era la única fuerza alemana que luchó continuamente contra el ejército francés y participó en batallas en la península ibérica, en el norte de Alemania (Göhrde) y en Copenhague . En la Batalla de Waterloo en 1815 defendieron el importante puesto de avanzada La Haye Sainte.

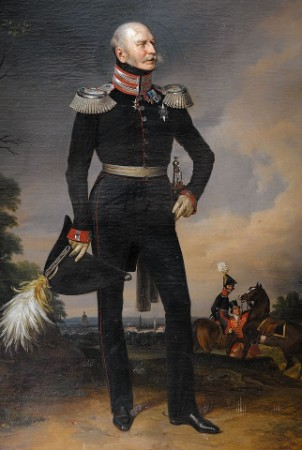
El rey Ernesto Augusto con uniforme de estilo prusiano.

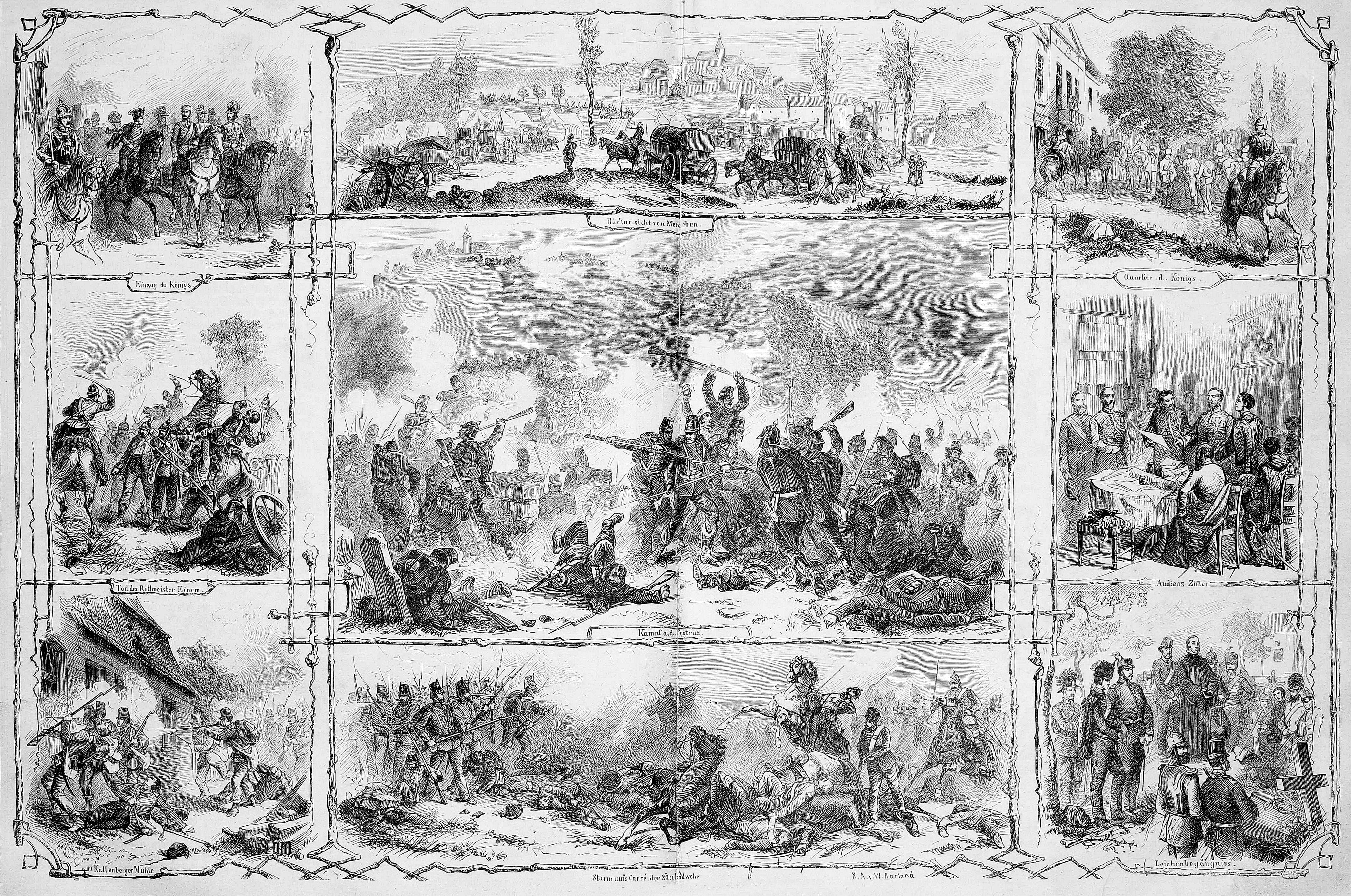
Litografía de la batalla de Langensalza.

El Reino de Hanover reformó un ejército después de las Guerras Napoleónicas. En 1832, el rey Guillermo IV de Hannover mantuvo a sus tropas con uniformes de estilo ejército británico, pero diferían ligeramente de sus versiones británicas originales. Cuando la unión personal con el Reino Unido terminó en 1837 y Ernesto Augusto I ascendió a la corona de Hannover, reemplazó sus uniformes con los de estilo prusiano, que incluían el casco con punta Pickelhaube para su Cuerpo de Guardia. El rey Jorge V tuvo una preferencia por el bando austriaco. En 1866 el ejército vestía un estilo de uniforme austríaco, solo el cuerpo de guardias mantenía el uniforme de estilo prusiano. Durante la guerra austro-prusiana, el ejército de Hannover luchó y derrotó a los prusianos durante su marcha hacia el sur, hacia Austria, en la Batalla de Langensalza. El estallido de la guerra coincidió en el Reino de Hannover con la maniobra planeada para el verano, razón por la cual todo el ejército de unos 19.000 hombres con 42 cañones estaban preparados. Sin embargo, más tarde fue rodeado y obligado a rendirse a Prusia.
Tras la guerra el reino pasó a ser una provincia de Prusia.

## Galería

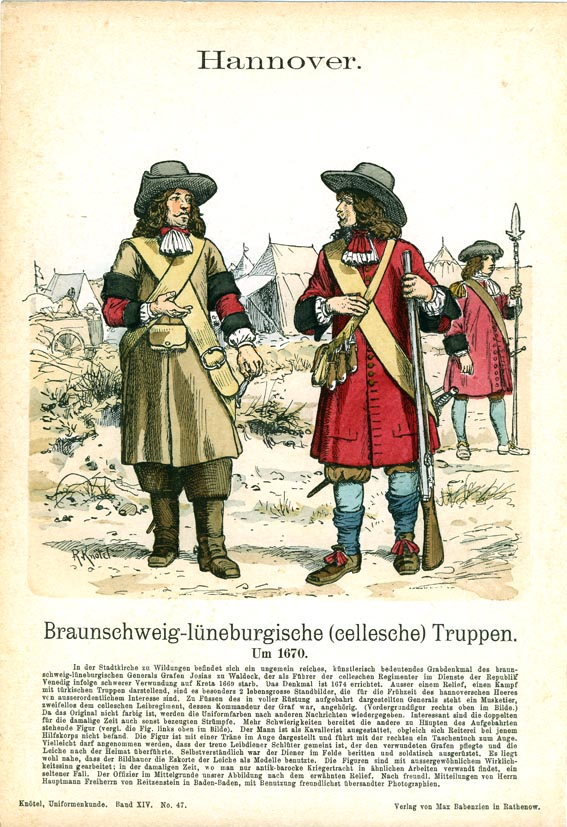
Tropas de Brunswick-Luneburgo 1670.
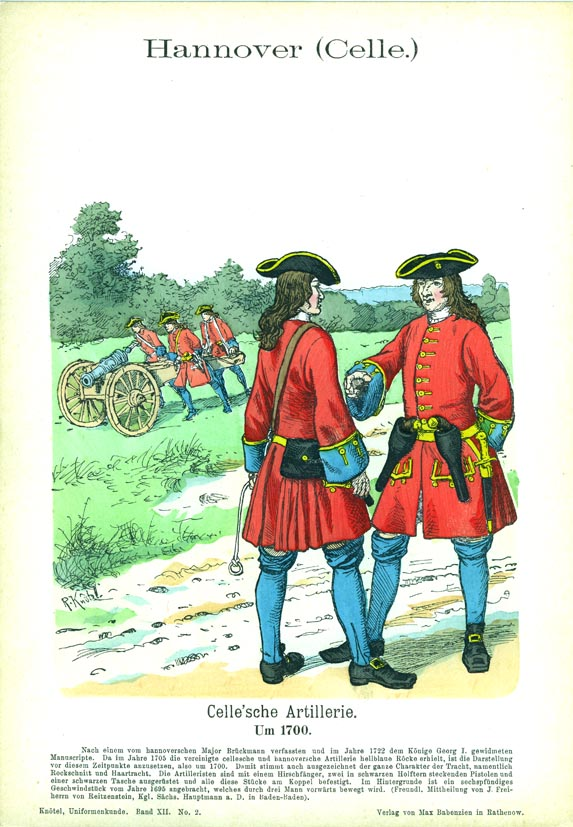
Artillería 1700.
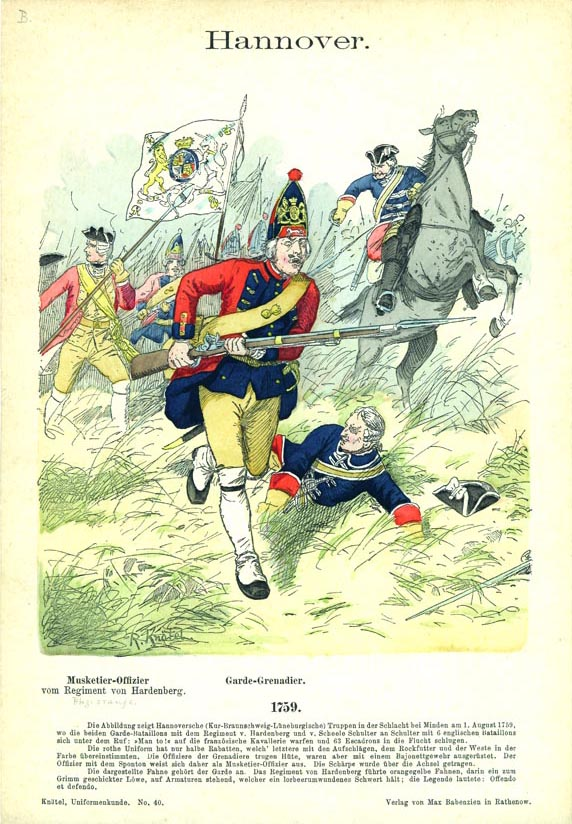
Infantería 1759.
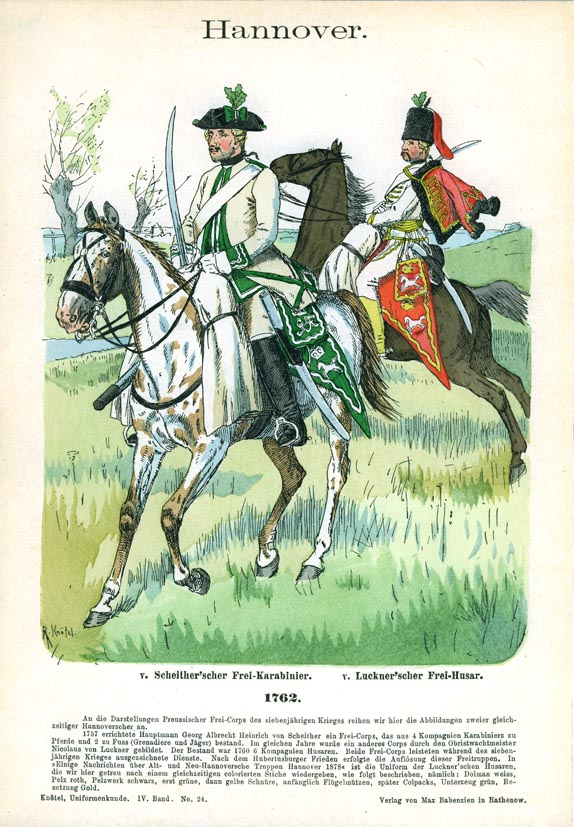
Caballería 1762.
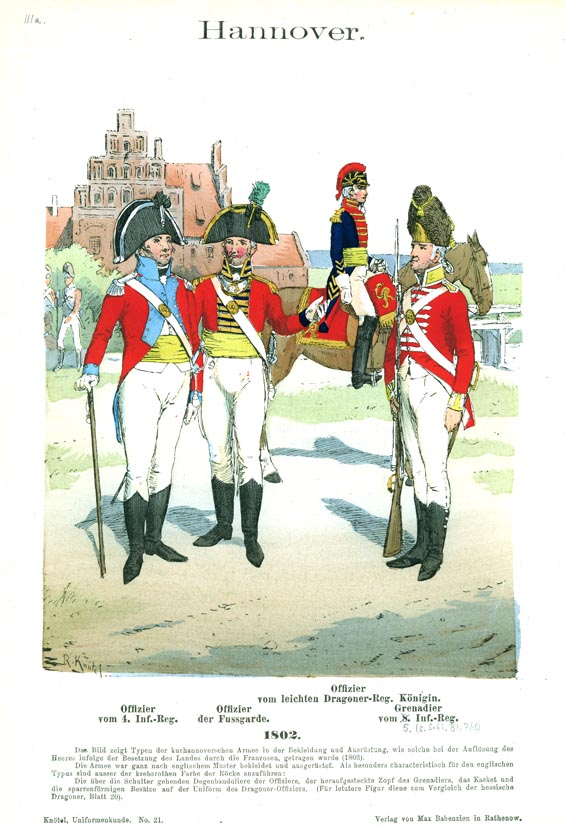
Infantería 1801.
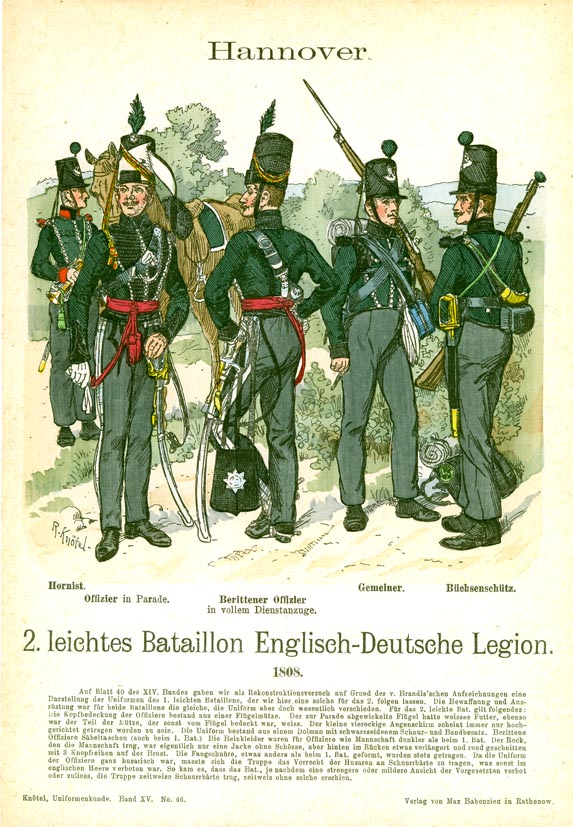
Legión alemana del rey 1808.
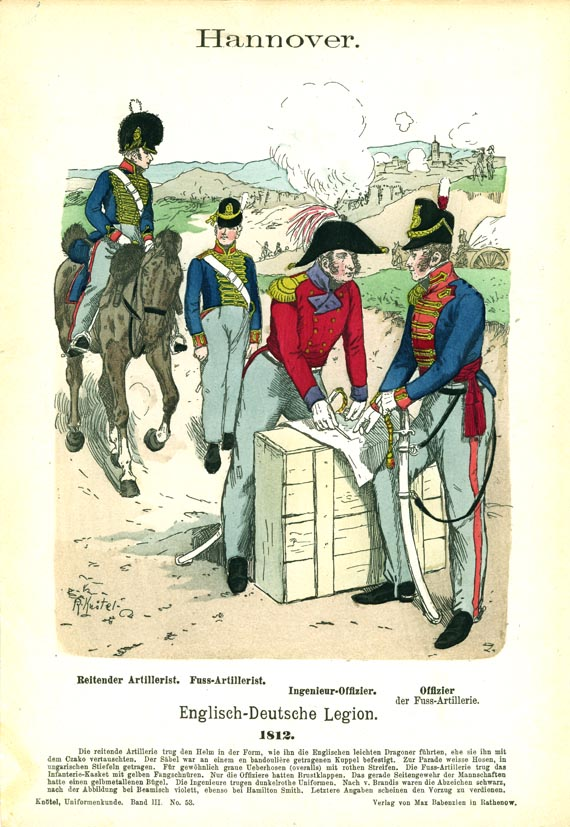
Legión alemana del rey 1812.
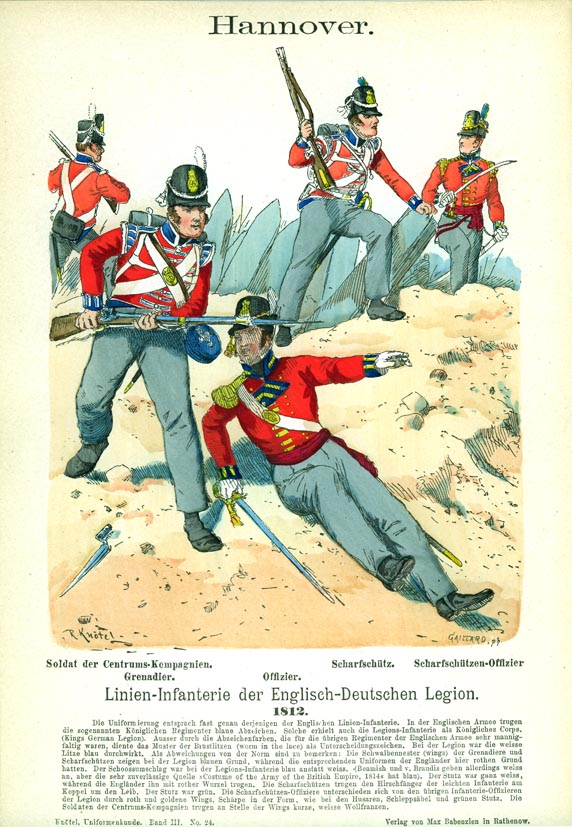
Legión alemana del rey 1812.
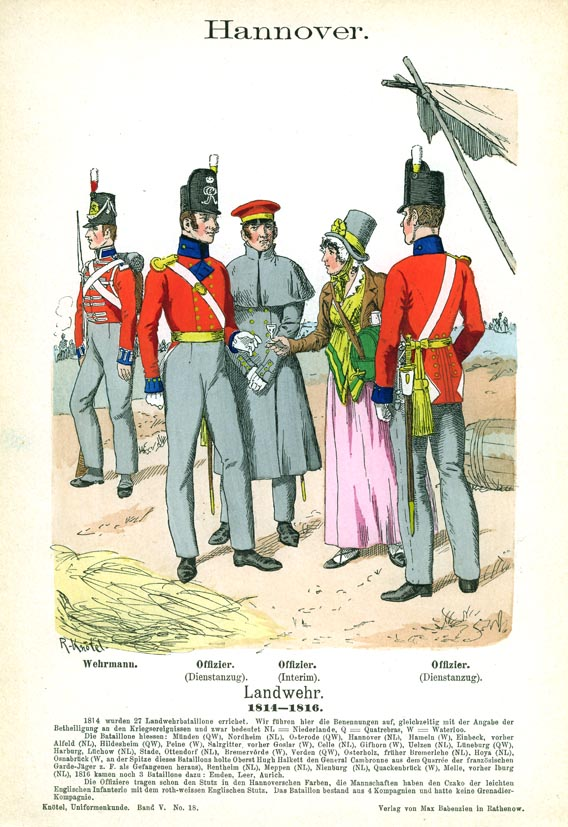
Landwehr 1814-1816.
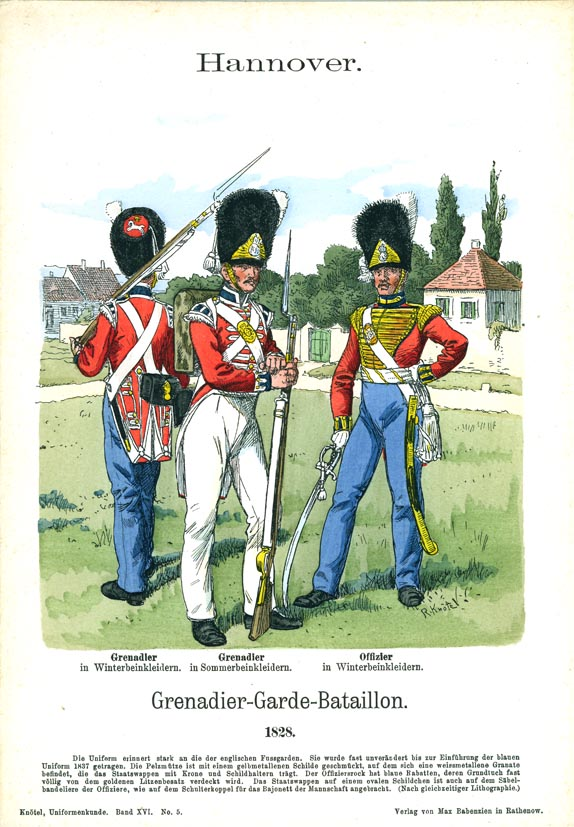
Batallón de granaderos de la guardia 1828.
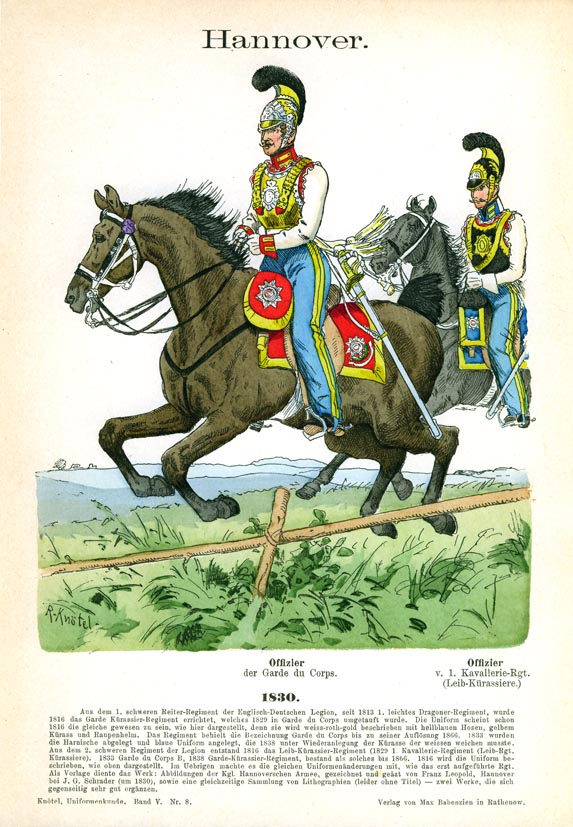
Caballería 1830.
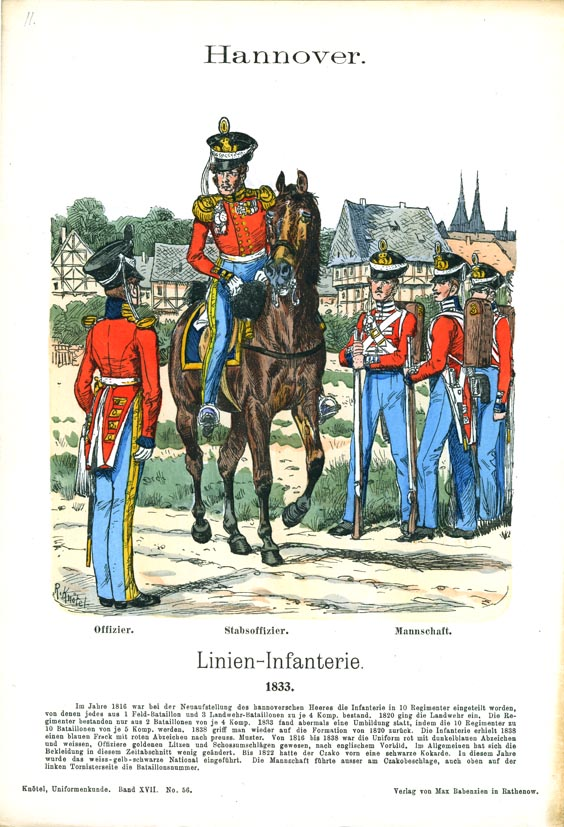
Infantería 1833.
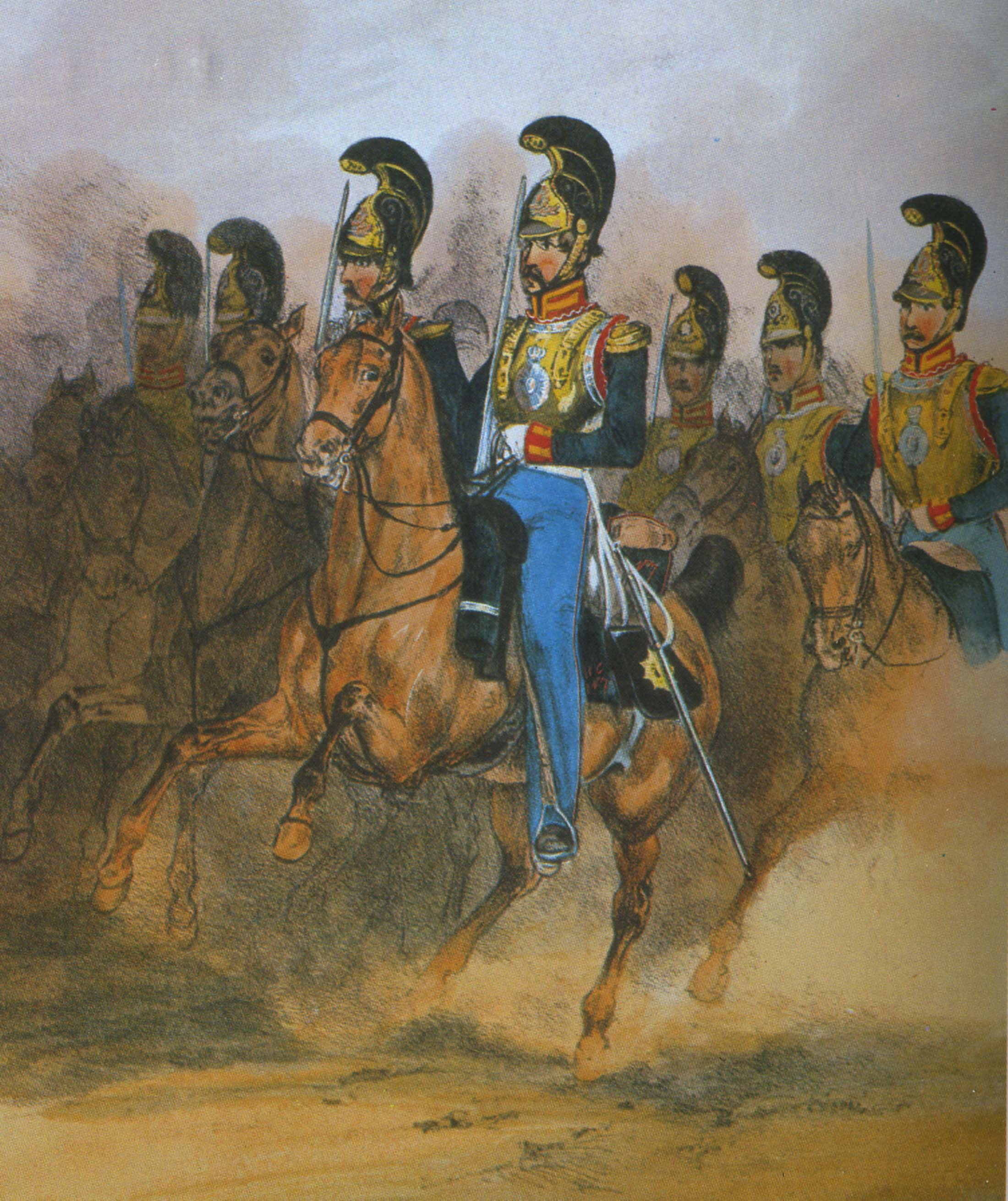
Garde du Corps 1835-1843.
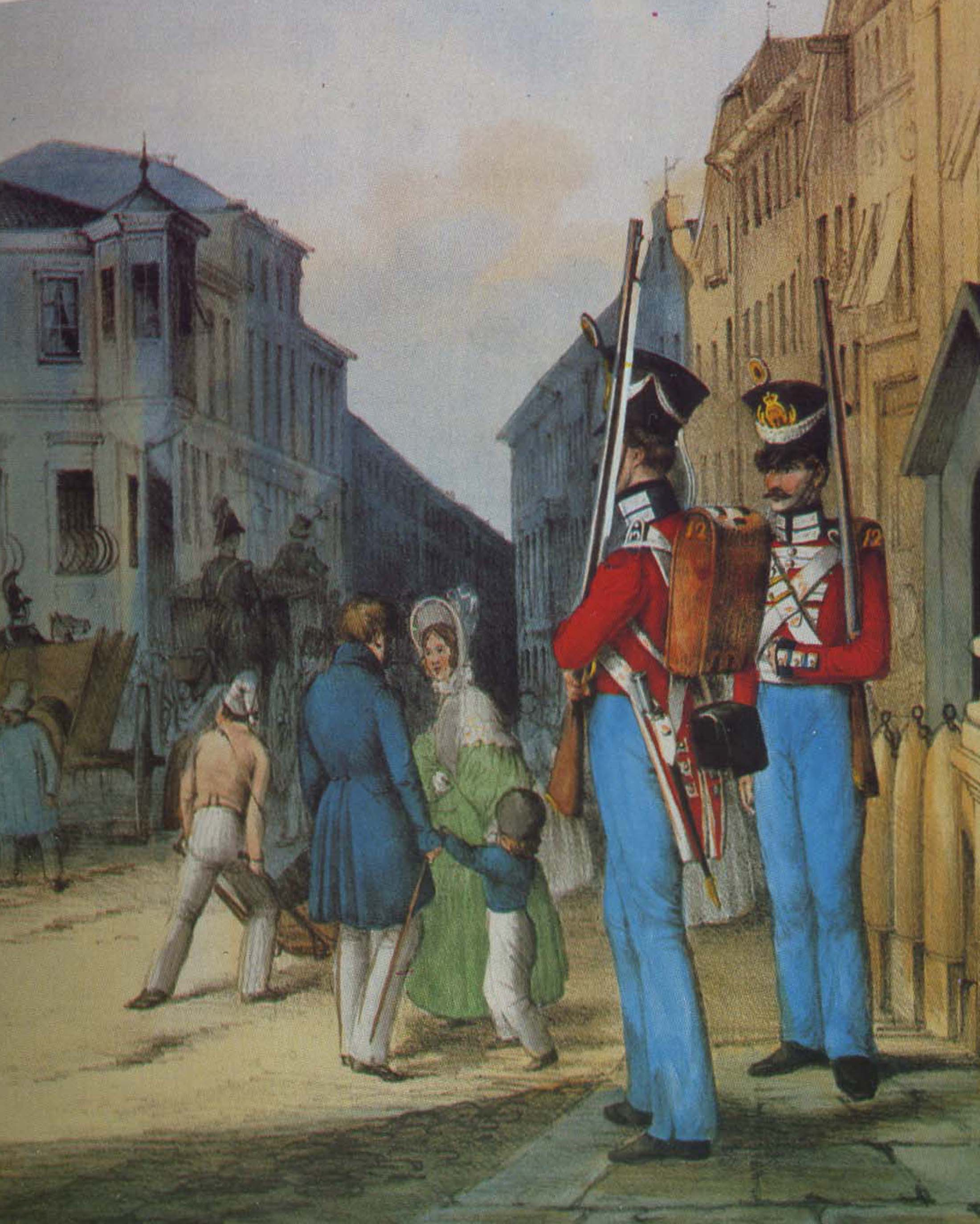
Infantería de línea 1835-1843.
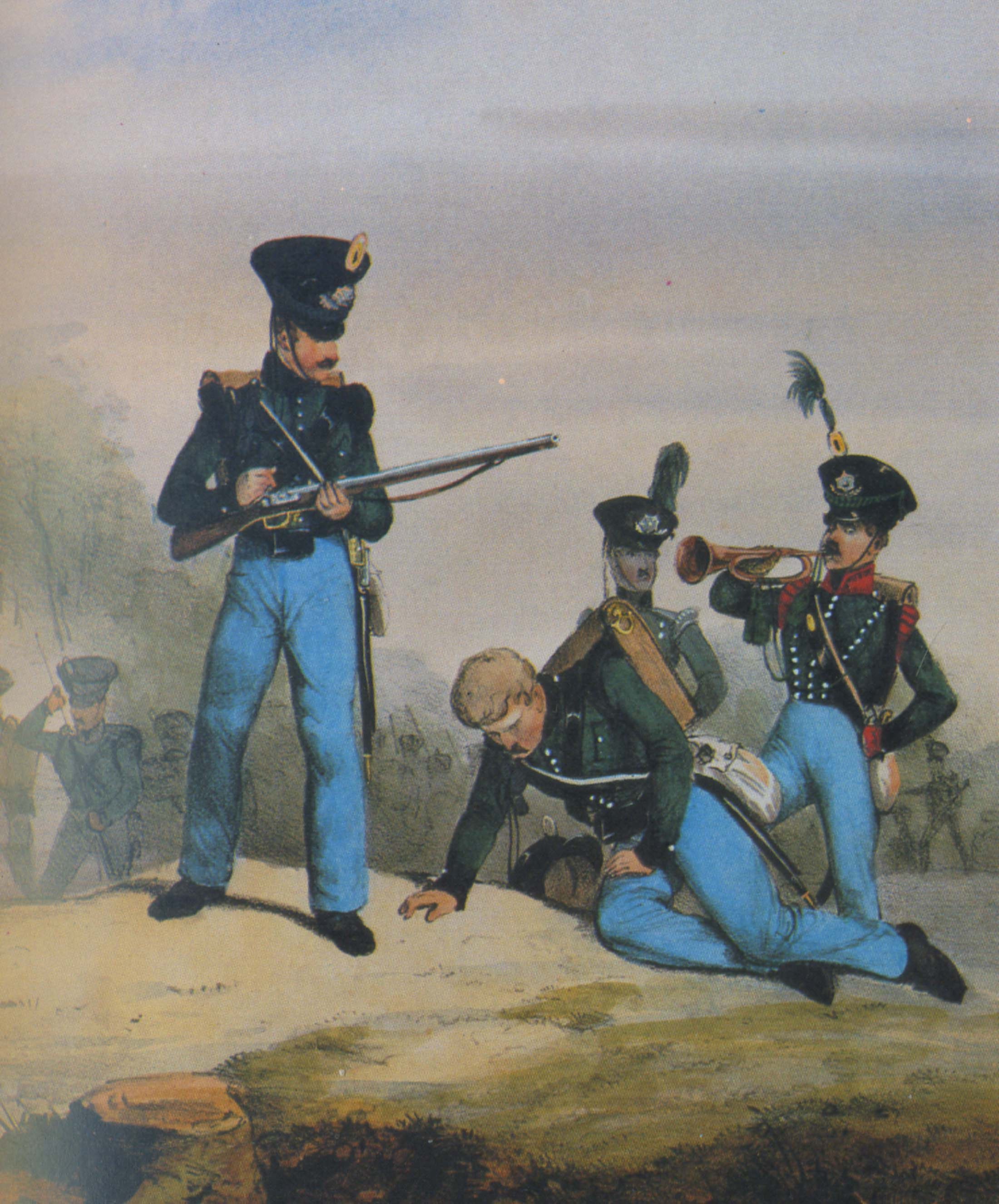
Gardejäger 1835-1843.
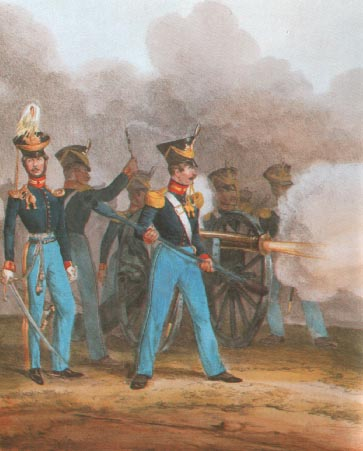
Artillería de campaña 1835-1843.
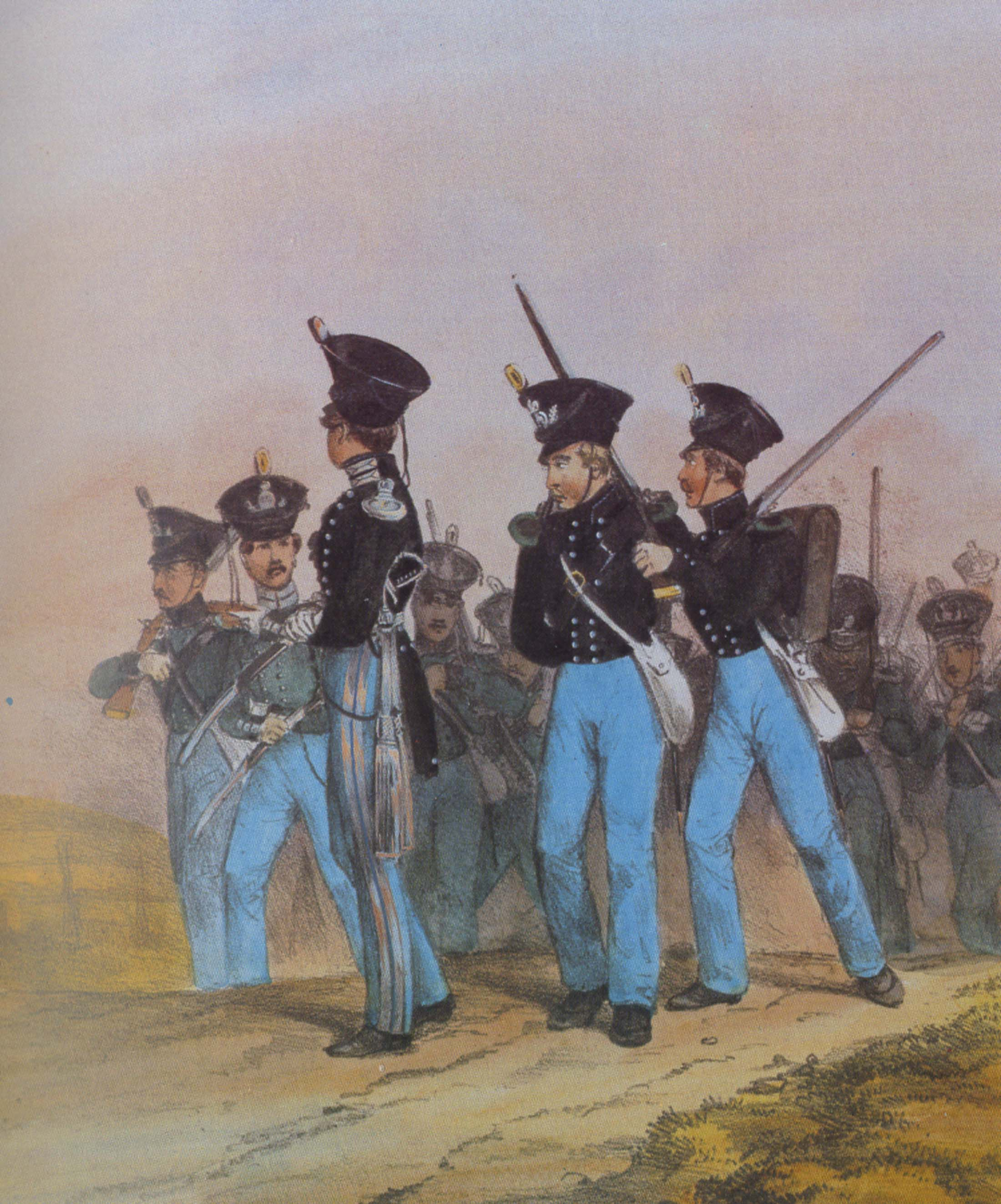
Regimiento de infantería Leichtes 1835-1843.
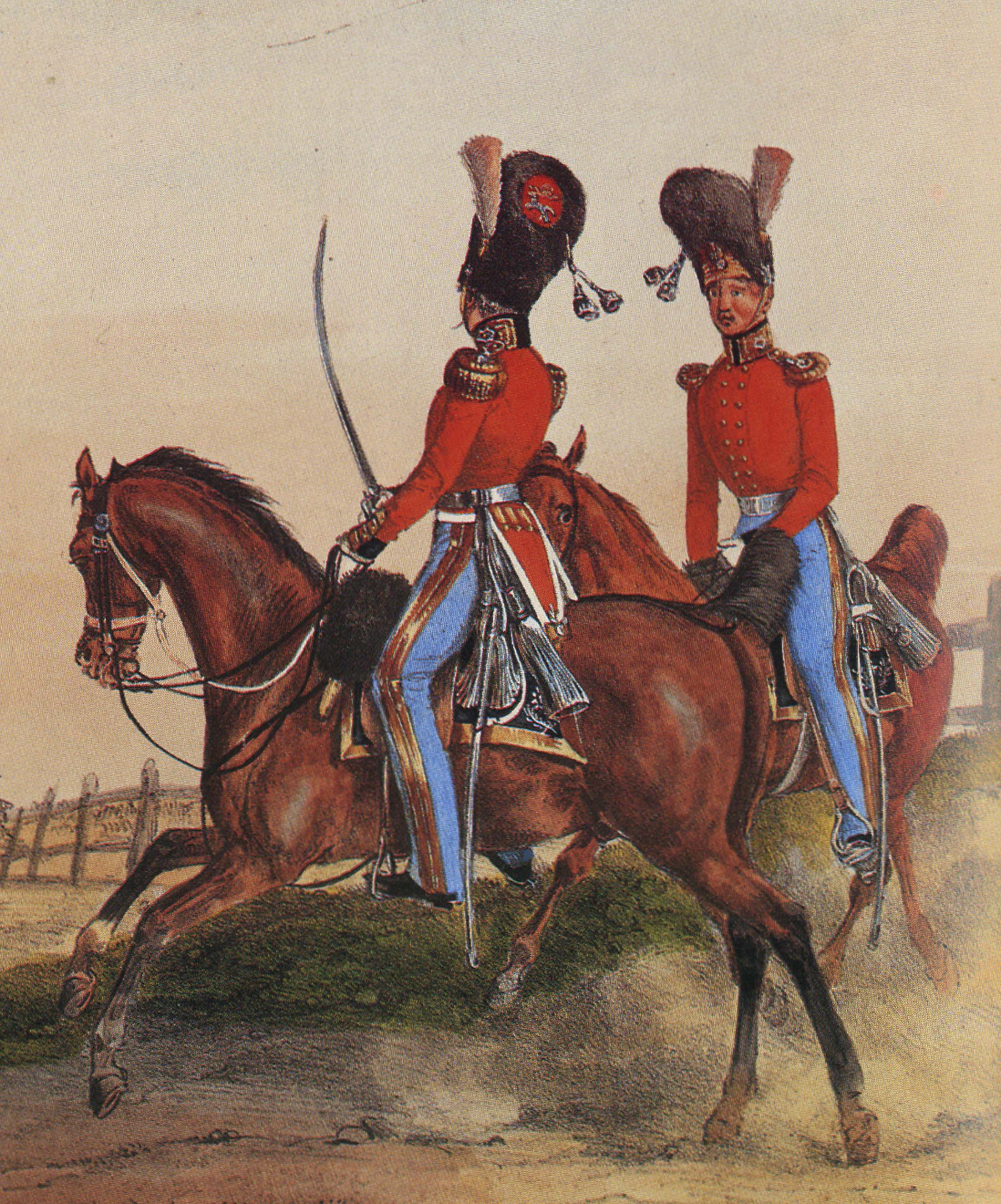
Oficiales del regimiento Granaderos de la guardia 1835-1843.
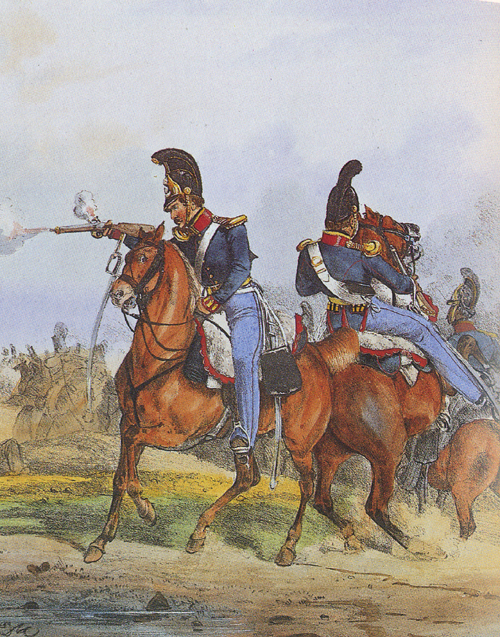
Regimiento de dragones 1835-1843.
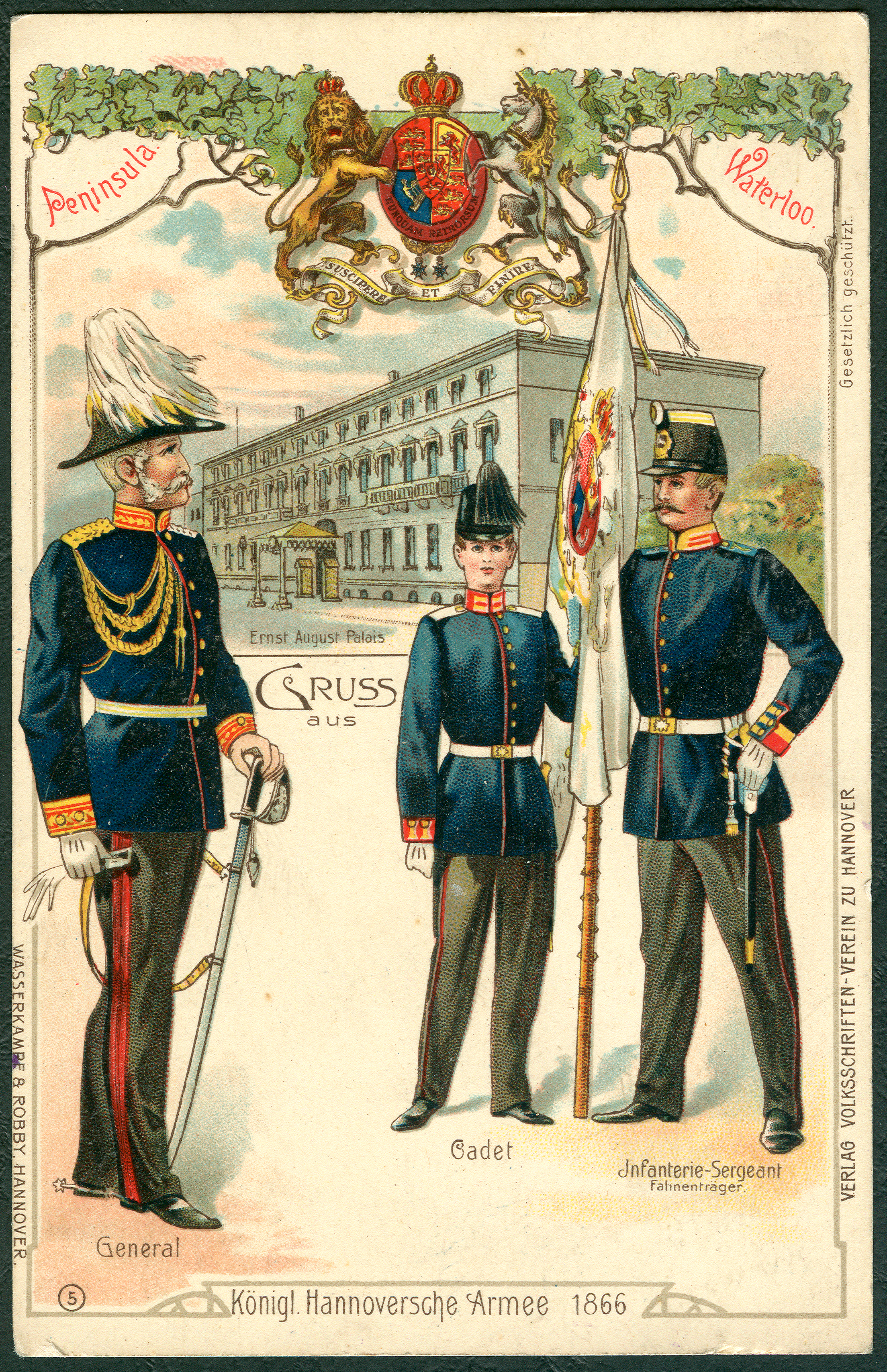
Uniformes en 1866.
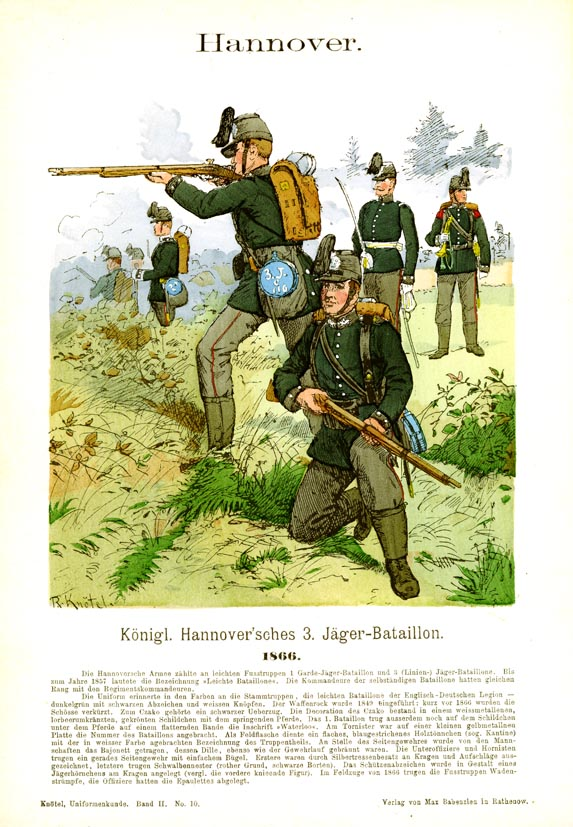
Batallón Jäger 1866.